# NGC 13
NGC 13 és una galàxia espiral a la constel·lació d'Andròmeda.